# Île Young
Pour les articles homonymes, voir Young.
L'île Young est la plus septentrionale et occidentale des trois îles principales de l'archipel inhabité des îles Balleny, un groupe d'îles de l’océan Pacifique. Elle est située à 32 km au nord-ouest de l'île Buckle et à 351 km au nord-nord-est de Knight Nunatak (en) sur le  continent Antarctique.
L'île présente une forme allongée avec le cap Scoresby à son extrémité sud et le cap Ellsworth au nord. La distance entre les deux caps est de 32 km pour une largeur moyenne de 9 km. L'île est volcanique avec présence de fumerolles actives d'une hauteur maximale mesurée de 1 340 m. Elle est entièrement couverte de neige. À 7 kilomètres à l'est-sud-est de l'extrémité sud de l'île se trouve l'île Row, d'environ 2 kilomètres de largeur sur 3 km de longueur.
Plusieurs ilots sont disséminés dans le détroit séparant le cap Scoresby et l'île Buckle, dont le plus important est l'île Borradaile. Plusieurs récifs (sea stack (en)) émergent au large de l'extrémité nord de l'île. Ils sont connus comme les « Rochers des Phoques ».
L'île forme une partie de la dépendance de Ross, zone réclamée par la Nouvelle-Zélande (voir Revendications territoriales en Antarctique).